# Hoplandrothrips lissonotus
Hoplandrothrips lissonotus är en insektsart som beskrevs av Ian A. Hood 1942. Hoplandrothrips lissonotus ingår i släktet Hoplandrothrips och familjen rörtripsar. Inga underarter finns listade i Catalogue of Life.